# Vervuilingseenheid
De Vervuilingseenheid ve is de eenheid waarin de vervuiling van afvalwater wordt gemeten en waarmee in Nederland de verontreinigingsheffing en zuiveringsheffing worden vastgesteld.
De vervuilingseenheid werd vroeger alleen voor industrieel afvalwater gebruikt, dat met zware metalen was verontreinigd, terwijl voor huishoudelijk afvalwater de inwonerequivalent ie gold. Deze was gebaseerd op de gemiddelde vervuiling door zuurstofbindende stoffen die een persoon per etmaal produceerde. De huidige eenheid kan voor beide soorten vervuiling worden gebruikt.

## Huishoudelijk afvalwater
Huishoudelijk afvalwater wordt namelijk voor het overgrote deel door organische stoffen vervuild. Om deze organische stoffen af te breken is zuurstof nodig. Er blijkt per etmaal gemiddeld 150 g zuurstof nodig te zijn om het door één persoon geproduceerde afvalwater te zuiveren. Per jaar is dat 54,8 kg zuurstof.
Tegenwoordig spreekt men dan van een vervuilingseenheid aan zuurstofbindende stoffen, ofwel veO, en deze wordt als volgt bepaald:
aantal {\displaystyle veO=Q/1000*(CZV+4,57*Kj-N)/54,8=Q*(CZV+4,57*Kj-N)/54.800}
Hierin is Q het jaarvolume in m3/jaar, CZV het chemisch zuurstofverbruik in mg/l en Kj-N geeft de hoeveelheid Kjeldahl-stikstof weer die in ammonium of als organische stof is gebonden. CZV en Kj-N worden volgens nauwkeurig omschreven laboratoriumanalysemethoden bepaald, waarbij Kjeldahl de standaardmethode voor het bepalen van gereduceerd stikstof heeft ontwikkeld.

## Industrieel afvalwater
Industrieel afvalwater is niet alleen met organische stoffen verontreinigd, maar vaak ook met andere chemische stoffen zoals zware metalen en zouten.
Bij de zware metalen maakt men onderscheid tussen die van de 'grijze lijst', welke in zekere mate schadelijk zijn. Dit betreft chroom, koper, lood, nikkel, zilver en zink. De stoffen die uiterst schadelijk zijn staan op de 'zwarte lijst'. Dit betreft arseen, cadmium, en kwik. Bij de grijze lijst stoffen komt de afvoer van 1 kg per jaar overeen met 1 vervuilingseenheid, bij de zwarte lijst stoffen komt de afvoer van 100 g per jaar overeen met 1 vervuilingseenheid.
Voor chloriden en sulfaten komt een lozing van 650 kg per jaar overeen met 1 vervuilingseenheid, bij fosfor komt een lozing van 20 kg per jaar overeen met 1 vervuilingseenheid.